# Koszmosz–194
A Koszmosz–194 (oroszul: Космос 194) a szovjet Koszmosz műhold-sorozat tagja. Második generációs Zenyit–4 felderítő műhold.

## Küldetés
Programja a Koszmosz–182-vel megegyező. Az emberes űrkutatási program végrehajtását segítette.

## Jellemzői
Az OKB–1 tervezőirodában kifejlesztett, ellenőrzése alatt gyártott műhold.
1967. december 3-án a Pleszeck űrrepülőtérről egy Voszhod (11A57) típusú hordozórakétával juttatták Föld körüli, közeli pályára. Az orbitális egység pályája 89,5 perces, 65,6 fokos hajlásszögű, az elliptikus pálya perigeuma 198 kilométer, apogeuma 306 kilométer volt. Hasznos tömege 4730 kilogramm. A sorozat felépítését, szerkezetét, alapvető fedélzeti rendszereit tekintve egységesített, szabványosított tudományos-kutató űreszköz. Áramforrása kémiai akkumulátorok, szolgálati élettartama 10 nap.
Fototechnikai (fényképezőgép, televíziós kamera) berendezései 3-5 méter közötti felbontású képeket készítettek.
1967.  december 11-én 8 napos szolgálati idő után, földi parancsra belépett a légkörbe és hagyományos módon – ejtőernyős leereszkedés – visszatért a Földre.